# Nappey
Nappey es una empresa fabricante de relojes fundada en 1946, originaria de Besanzón, en Francia. La empresa es especialmente conocida por haber sido el cronometrador oficial del Tour de Francia entre 1957 y 1960. Entró en liquidación en 1970, antes de reaparecer bajo el nombre de Société Nouvelle des Montres Nappey y luego ser comprada en 1995 por el grupo Claude Hélier.

## Historia

### Nacimiento de la marca (1946)
La empresa Nappey se fundó en Besançon en 1946, cuando Jules Nappey fabricó sus primeros relojes.

### Crecimiento y publicidad

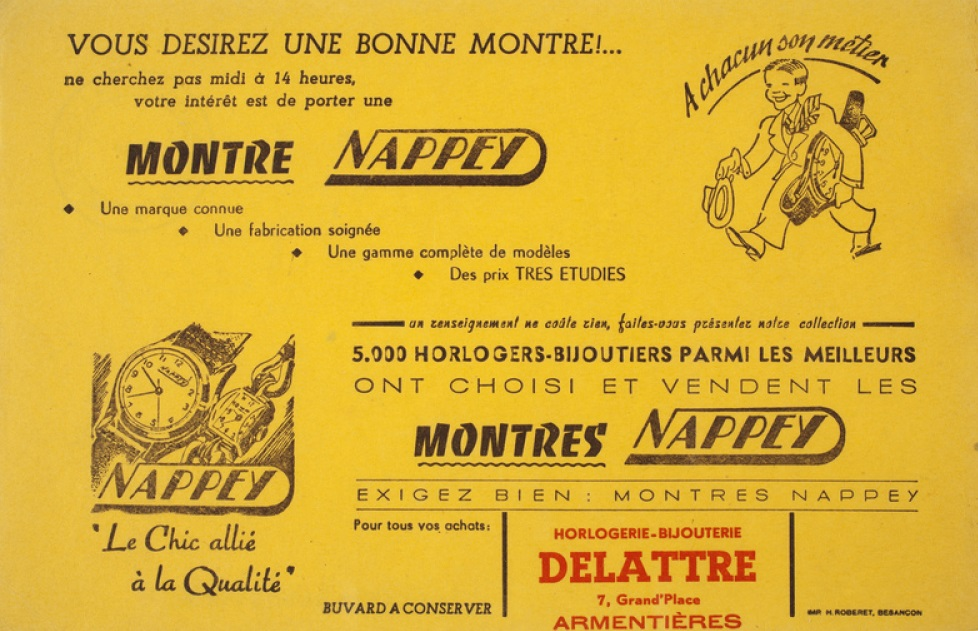
Anuncio de la marca

En 1957, Nappey se unió a la empresa Klaus y Gilac para lanzar la revista de cómics “Jeannot”, destinada a ser utilizada como medio publicitario. Esta historieta estará en manos de René Goscinny, creador de Astérix el Galo, El pequeño Nicolás y guionista de muchos álbumes de Lucky Luke.
Entre 1957 y 1960, la firma patrocinó el Tour de Francia y el programa de radio Reine d’un jour! presentado por Jean Nohain.
En 1959, tras la apertura del mercado común, la empresa se unió al grupo Heuroplan, que agrupaba las marcas suizas Movado, Eska, Cyma y Juvenia con el objetivo de promocionar los relojes de estas cinco marcas en el mercado francés. Esta asociación solo duró dos años antes de disolverse.

## Modelos famosos
En la feria de Besançon de 1960, la empresa Nappey causó sensación al lanzar uno de los primeros relojes del mundo con doble huso horario, llamado "Jumelles Times", que reunía dos pequeños movimientos en una única caja.